# Тарас
Тара́с (греч. Τάρας) — мужское имя греческого происхождения. Имеются различные версии происхождения имени. Согласно краткому словарю часто встречающихся календарных имён, имя Тарас означает — «беспокойный», «бунтарь», «смутьян». По другой версии, имя происходит от слова со значением «приводить в смятение, тревожить» или «волновать, возбуждать».
Имя было распространено в Восточной Европе. В настоящее время используется на Украине, а в России и Белоруссии практически не встречается. В настоящее время свидетельством былой распространённости имени Тарас в России является большое количество носителей фамилии Тарасов.
Имя происходит от названия города Тарас, основанного в VIII в. до н. э. выходцами из  Спарты в Великой Греции (сейчас итальянский город Таранто). Город же получил своё имя в честь Тараса, сына бога Посейдона и нимфы Сатирион.
Покровителем имени Тарас является святитель Тарасий, бывший патриархом Константинополя. Имя Тарас ономастически родственно имени Тарасий.
Существует также чувашское традиционное имя Тарас.

## Именины
- Именины по православному календарю — 10 и 22 марта. К дням именин также относят и 9 марта.
- Именины по католическому календарю: в Польше — 25 февраля.

## Распространённость
Имя Тарас достаточно распространено в Украине. Это объясняется популярностью на Украине поэта Тараса Григорьевича Шевченко, как фигуры, объединяющей украинский народ.

## В культуре
В литературном творчестве имя Тарас представлено в повести «Тарас Бульба» писателем Николаем Васильевичем Гоголем в качестве имени патриота Русской земли, казацкого полковника Тараса Бульбы, отца двух сыновей, младший из которых, Андрий, влюбляется в девушку-полячку из осаждённого казаками города Дубно, после чего переходит на противостоящую казакам сторону. В ходе решающей битвы с врагом Тарас Бульба встречается с Андрием и убивает его, мотивируя свой поступок изменой Андрия.